# نظرية ترويض

## نظرية الترويض
نظرية الترويض هي منهج في دراسات العلوم والتكنولوجيا (STS) والدراسات الإعلامية التي تصف العمليات التي يتم من خلالها "ترويض" التكنولوجيا أو الاستيلاء عليها من قبل مستخدميها. تم إنشاء النظرية في الأصل بواسطة روجر سيلفرستون، الذي وصف أربع خطوات تمر بها التكنولوجيا عند تكييفها مع حياة الناس:
1. أولاً، يتم دمج التقنيات في الحياة اليومية وتكييفها مع الممارسات اليومية.
2. ثانياً، يتغير المستخدم وبيئته ويتكيفان تبعاً لذلك.
3. ثالثاً، تؤثر هذه التعديلات على عمليات الابتكار في الصناعة، مما يشكل الجيل القادم من التقنيات والخدمات.
4. رابعاً، التحويل، وهو ما يشير إلى مدى وكيف تتمتع التكنولوجيا بمكانة تعكس ثقافات الأسرة.

## تطوير النظرية
تم تطوير النظرية في البداية للمساعدة في فهم اعتماد واستخدام تقنيات الوسائط الجديدة من قبل الأسر (Silverstone et al. 1992)، ولكن تم توسيعها منذ ذلك الحين في أدبيات الابتكار كأداة لفهم التقنيات والابتكارات التي تدخل أي وحدة استهلاكية (مكان العمل، بلد وما إلى ذلك، على سبيل المثال Lie et al.، Habib، Punie، Sørensen) التي يمكن تحليلها اقتصادياً وثقافياً واجتماعياً. يأخذ نهج التدجين في الاعتبار الجوانب العملية والرمزية لتبني واستخدام التقنيات، موضحًا كيف أن هذين العنصرين - معاني الأشياء وأهميتها المادية - لهما نفس القدر من الأهمية في فهم كيف تصبح التقنيات جزءاً من الحياة اليومية. إنها في المقام الأول نظرية اجتماعية لأنها تسلط الضوء على المفاوضات والتحديات التي تواجه السلطة والسيطرة ووضع القواعد وكسرها التي تصاحب إدخال التقنيات في أي بيئة اجتماعية.
حدد أحد أشكال نظرية التدجين ثلاث مراحل من التكنولوجيا التي يتم تكييفها من قبل المستخدمين. وفقاً لنانسي ك. بايم، فإن هذه المراحل الثلاث هي (1) في البداية رائعة وغريبة، (2) ثم تصبح قادرة على خلق العظمة والرعب و(3) ثم تصبح عادية جدًا بحيث تكون غير مرئية (Baym, 2015). ويمكن أيضًا اعتبار هذا على أنه (1) نشوة، (2) ذعر أخلاقي،و (3) تدجين. مثال على ذلك هو إدخال ألعاب الفيديو إلى المجتمع. في البداية، كانت هناك استجابة مبتهجة لألعاب الفيديو لأنها تمتلك القدرة على تحسين التنسيق بين اليد والعين والدماغ. ثم بدأ الذعر الأخلاقي، وكان هناك خوف من العنف والإدمان والسمنة. وأخيرًا، كان هناك تدجين لألعاب الفيديو مع قبول التكنولوجيا كجزء عادي من المجتمع.
إن نهج التدجين له جذور في الدراسات الثقافية لاستخدام وسائل الإعلام، ولكنه مستنير بدراسات العلوم والتكنولوجيا، ودراسات النوع الاجتماعي للتكنولوجيا المنزلية،و علم اجتماع الحياة اليومية، ودراسات الاستهلاك ودراسات الابتكار، وقد تم استخدامه على نطاق واسع في دراسة التبني الجماعي لوسائل الإعلام. أجهزة الكمبيوتر والإنترنت والهواتف المحمولة.
باعتبارها أحد فروع منهج التشكيل الاجتماعي للتكنولوجيا لفهم كيفية إنشاء التكنولوجيا، تسلط نظرية التدجين الضوء على دور المستخدمين في الابتكار - العمل الذي يقوم به الأفراد والمجتمعات من أجل جعل التكنولوجيا من الخارج تقوم بعمل عملي، ولها معنى داخل ذلك المجتمع. ويرتبط هذا النوع من العمل بدور المستخدمين النهائيين والمستخدمين الرئيسيين وما إلى ذلك في عمليات الابتكار طويلة المدى (Williams et al. 2004).
يتم إجراء دراسات التدجين بشكل عام باستخدام الأساليب النوعية، مثل المقابلات الطويلة والإثنوغرافيا لاستكشاف المعاني الناشئة للتكنولوجيات، والروتين المتغير، والصراعات التي لا يمكن الوصول إليها عادة عن طريق الأساليب الكمية.
يستخدم نهج التدجين عدداً من المفاهيم المختلفة للتمييز بين الجوانب المختلفة للعملية. على سبيل المثال: التخصيص هو عملية إدخال التكنولوجيا إلى الأسرة، أو إلى سياق ثقافي محلي آخر؛ التحويل هو إعادة صياغة المعاني أو القيم والأعراف المرتبطة بالتكنولوجيا ونقلها مرة أخرى إلى العالم "الخارجي".
يتمثل الانتقاد الرئيسي لنهج التدجين في اعتماده على دراسات حالة تفصيلية، ونهجه الوصفي الذي يصعب تحويله إلى دروس توجيهية من النوع الذي يطلبه رجال الأعمال وصانعو السياسات. ومع ذلك، فإن هذا النهج الوصفي الغني هو أيضًا مصدر قوته: فهو يتيح استكشاف العمليات والتفاعل المعقد بين المصنوعات اليدوية والقيم الثقافية بعمق أكبر بكثير من الأساليب الكمية الفردية.
إن نهج التدجين، الذي يصف دمج التقنيات في العلاقات والهياكل الاجتماعية باستخدام الأدلة التي تم الحصول عليها باستخدام الأساليب النوعية، يقف في تناقض حاد مع الأساليب الفردية والكمية (مثل نموذج قبول التكنولوجيا) للتسويق في أمريكا الشمالية وأبحاث نظم المعلومات، التي تعتمد في المقام الأول على النماذج النفسية.

## روابط خارجية
- - مقدمة قصيرة ونظرة عامة
  - EMTEL – الشبكة الأوروبية للإعلام والتكنولوجيا والحياة اليومية (EMTEL)